# Кастельс Ортега, Марк
Марк Кастельс Ортега (исп. Marc Castells Ortega, род. 12 марта 1990, Суэка) — испанский футболист, полузащитник.

## Биография
Воспитанник футбольной школы «Валенсии». На правах аренды выступал в «Полидепортиво» и «Реал Овьедо», а также за вторую команду клуба в Сегунде B, так и не проведя ни одной игры за основной состав. В 2013 году стал игроком Астераса из Триполиса, в составе которого отыграл 8 матчей в греческой Суперлиге. Спустя год покинул греческий клуб и вернулся на родину, где выступал за любительскую «Суэку» в региональной лиге Валенсии. Летом 2014 года подписал контракт с греческой «Ларисой», где провёл полгода, ни разу не выйдя на поле в составе команды. Затем снова вернулся в Испанию. Последующие 2 сезона провёл в «Кастельоне», а зимой 2017 года перешёл в «Оспиталет», за который выступал до лета.
В июле 2017 года подписал контракт с украинской «Звездой» из Кропивницкого. Дебютировал в чемпионате Украины 11 августа 2017 года, на 84-й минуте выездного матча против киевского «Динамо» заменив Кирилла Дришлюка. В январе 2018 года покинул команду и вернулся в «Кастельон»